# Hélène de Mecklembourg-Strelitz
Pour les autres membres de la famille, voir Maison de Mecklembourg.
La duchesse Helene de Mecklenburg-Strelitz (16 janvier 1857, Saint-Pétersbourg - 28 janvier 1936, Remplin), est une princesse allemande.

## Biographie
Fille du duc Georges-Auguste de Mecklembourg-Strelitz et de la grande-duchesse Catherine Mikhaïlovna de Russie, elle épouse le prince Albert de Saxe-Altenbourg en 1891.